# Loueur d'équidés
Le loueur d'équidés est une personne qui possède une écurie et une cavalerie, puis loue des chevaux. Aucun diplôme n'est requis pour exercer, il faut juste connaître les chevaux et de préférence avoir un galop 4 pour savoir s'occuper de la cavalerie et pouvoir choisir chaque monture en fonction du cavalier. Il faut être sociable.